# 松山地方気象台
松山地方気象台（まつやまちほうきしょうだい）は、愛媛県松山市にある地方気象台。

## 概要
愛媛県内の気象業務を総括しており、大阪管区気象台の管轄下で、愛媛県域の陸上及び沿岸海域における以下の業務を行っている。
予報業務
- 天気予報
- 週間天気予報
- 季節予報

防災気象業務
- 特別警報・気象警報・注意報の発表
- 土砂災害警戒情報
- 記録的短時間大雨情報
- 気象情報
- 竜巻注意情報
- 台風に関する情報
- 指定河川洪水予報
- 地震情報、津波警報等の通知・伝達

観測・統計業務
- 地上気象観測
- 地域気象観測（アメダス）
- 地震・津波観測
- 海洋観測（潮位観測のみ）
- 生物季節観測

その他の業務
- 防災会議等への参画
- 農業気象業務
- 地域への気象サービス

## 所在地
- 愛媛県松山市北持田町102番地

## 沿革
- 1890年（明治23年）1月1日 - 愛媛県温泉郡持田村小字岸の下488番地に愛媛県立松山一等測候所として創設。
- 1928年（昭和3年）7月1日 - 松山市北持田102番地に庁舎新営（現在の所在地）。
- 1938年（昭和13年）10月1日 - 国（文部省管轄）に移管し中央気象台松山測候所に改称。
- 1943年（昭和18年）11月1日 - 運輸通信省に所属変更（移管）。
- 1945年（昭和20年）5月19日 - 運輸通信省が廃止となり運輸省と逓信省が発足。
- 1956年（昭和31年）7月1日 - 中央気象台は「気象庁」に昇格し運輸省の外局となる。
- 1957年（昭和32年）9月1日 - 気象庁組織改正により松山地方気象台に昇格。
- 2001年（平成13年）1月6日 - 気象庁は運輸省の外局から国土交通省の外局となる。
- 2006年（平成18年）3月27日 - 庁舎（1928年建築）が登録有形文化財（文化庁）に登録される。

## 天気予報区分
中予
- 中予 - 松山市、伊予市、東温市、上浮穴郡久万高原町、伊予郡松前町及び砥部町

東予
- 東予東部 - 新居浜市、西条市及び四国中央市
- 東予西部 - 今治市及び越智郡上島町

南予
- 南予北部 - 八幡浜市、大洲市、西予市、喜多郡内子町及び西宇和郡伊方町
- 南予南部 - 宇和島市、北宇和郡松野町、鬼北町及び南宇和郡愛南町

## 観測所

### 地上気象観測所
- 松山地方気象台、宇和島特別地域気象観測所

### アメダス
四要素観測所（降水量、風向風速、気温、日照）
- 大三島、今治、西条、新居浜、四国中央、長浜、久万、大洲、瀬戸、宇和、近永、御荘

雨量観測所（降水量）
- 玉川、富郷、上林、成就社、中山、獅子越峠、八幡浜

航空気象観測所（降水量、風向風速、気温）
- 松山南吉田

### 震度
多機能型地震計
- 西条市丹原町鞍瀬、大洲市豊茂、愛媛鬼北町成川

計測震度計
- 松山市北持田町、今治市南宝来町二丁目、新居浜市一宮町、八幡浜市広瀬、西予市野村町、宇和島市住吉町

### 潮位・津波（検潮所）
- 松山、宇和島